# Rhododendron celebicum
Rhododendron celebicum är en ljungväxtart som först beskrevs av Carl Ludwig von Blume, och fick sitt nu gällande namn av Dc. Rhododendron celebicum ingår i släktet rododendron, och familjen ljungväxter. Inga underarter finns listade i Catalogue of Life.

## Bildgalleri

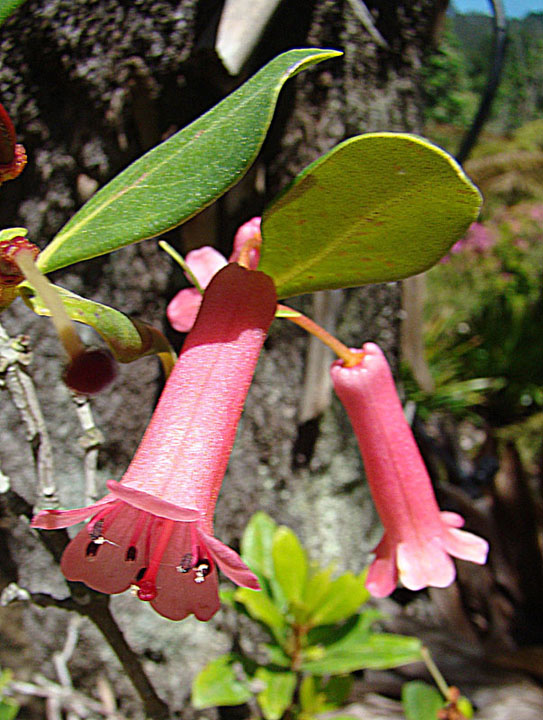